# Univerzitet Mediteran
Uniwersytet Śródziemnomorski, Univerzitet Mediteran – prywatna uczelnia wyższa zlokalizowana w Podgoricy w Czarnogórze.
Uczelnia została założona 30 maja 2006 przez przedsiębiorcę, Dusko Knezevica, dyrektora grupy finansowej Atlas Group. Jest pierwszą prywatną uczelnią w Czarnogórze.
W skład uczelni wchodzą następujące jednostki administracyjne::
- Wydział Ekonomii i Biznesu
- Wydział Języków Obcych
- Wydział Technologii Informatycznych
- Wydział Prawa
- Wydział Turystyki
- Wydział Sztuk Wizualnych